# Georg Reinhart

Georg Reinhart, ca. 1926.

Georg Reinhart (* 10. Januar 1877 in Winterthur; † 29. Juli 1955 ebenda) war ein Schweizer Unternehmer, Kunstsammler und Mäzen.

## Leben
Reinhart wurde als Sohn des Kaufmanns Theodor Reinhart (1849–1919) geboren. Seine Brüder waren Hans Reinhart, Oskar Reinhart und Werner Reinhart. 1904 ehelichte er eine Tochter des Textilunternehmers Robert Schwarzenbach.
Ab 1896 absolvierte Reinhart eine kaufmännische Ausbildung beim Handelshaus Gebrüder Volkart in Winterthur. Stationen führten ihn nach England und Indien, in die USA und den Fernen Osten. 1904 wurde er Geschäftsteilhaber und 1919 Seniorchef.
Autodidaktisch bildete er sich künstlerisch fort. Von 1907 bis 1939 war er Vizepräsident des Kunstvereins Winterthur und von 1933 bis 1950 Präsident des Galerievereins. Reinhart förderte Kulturschaffende wie Hermann Hubacher, Giovanni Mardersteig, Niklaus Stoecklin, Karl Geiser, Frans Masereel und Hermann Hesse. 1924 initiierte er die Kirchner-Ausstellung im Kunstmuseum Winterthur. Er sammelte Werke des französischen Impressionismus, des deutschen Expressionismus (u. a. Karl Hofer und Ernst Ludwig Kirchner) und der ostasiatischen Kunst.
Seine Sammlung befindet sich heute u. a. im Kunst Museum Winterthur, im Kunstmuseum Basel und im Museum Rietberg in Zürich.
Seine letzte Ruhestätte fand Reinhart im Familiengrab Volkart auf dem Friedhof Rosenberg.

## Schriften (Auswahl)
- Selbstbildnisse schweizerischer Künstler der Gegenwart. Mit einer Einführung und biographischen Skizzen auf Grundlage der Ausstellung von schweizerischen Künstlerbildnissen im Winterthurer Kunstverein. Füssli, Zürich 1918 (Hrsg. mit Paul Fink).
- Katalog meiner Sammlung. Winterthur 1922.
- Gedenkschrift zum fünfundsiebzigjährigen Bestehen der Firma Gebrüder Volkart (Kolonialwaren-Handelshaus). Gebr. Volkart, Winterthur 1926.
- Aus meinem Leben. Officina Bodoni, Verona 1931.